# Reticella

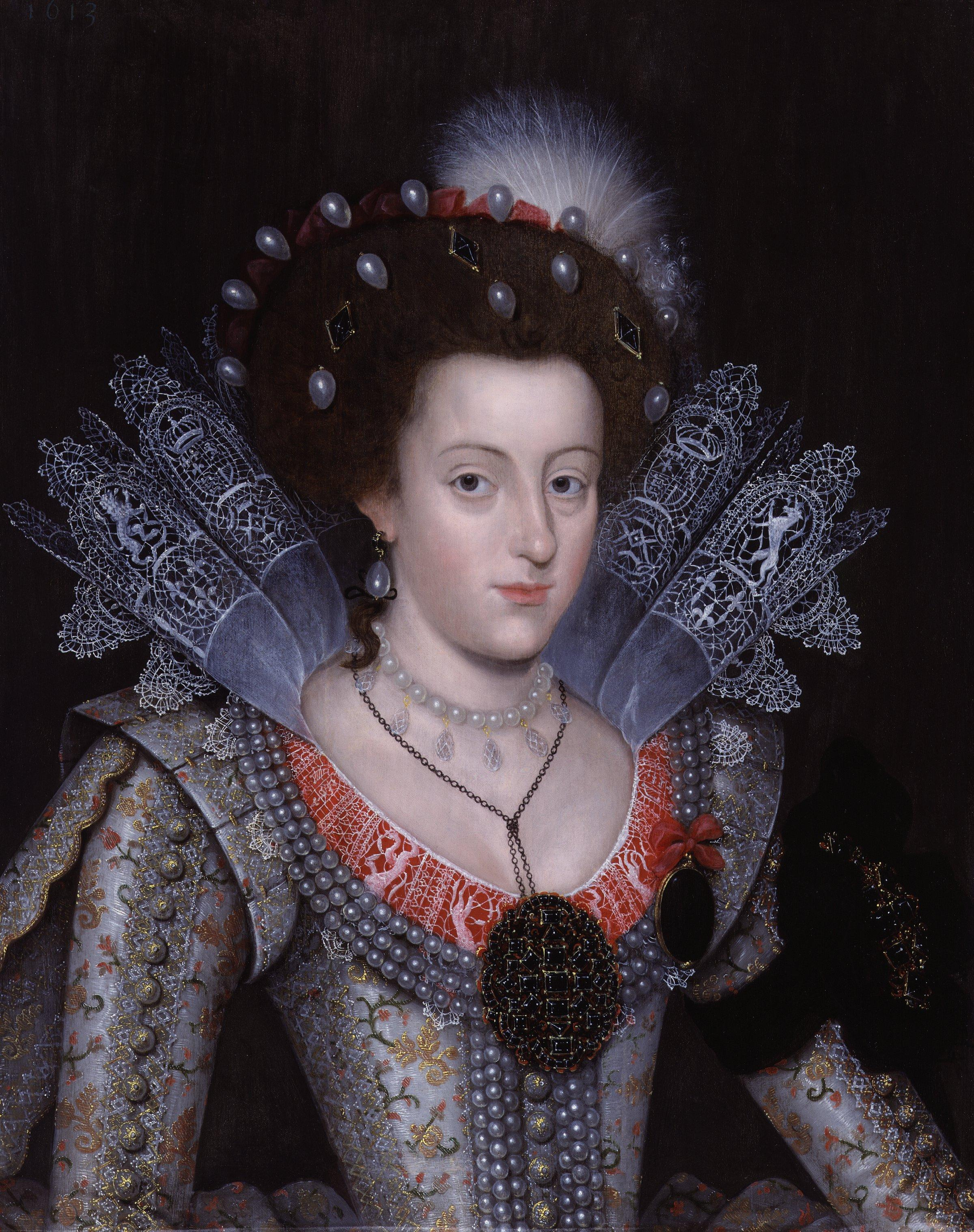
Elizabeth Stuart, koningin van Bohemen, met rechtopstaande kraag in reticella

Reticella (ook reticello of in het Frans point coupé of point couppe) is een soort naaldkant daterend uit de 15e eeuw die populair bleef tot in het eerste kwart van de 17e eeuw.
Oorspronkelijk was reticella een vorm van knipwerk waarbij draden uit linnen stof werden getrokken om zo een raster te verkrijgen waarop het patroon werd geborduurd, hoofdzakelijk met behulp van een knoopsgatsteek. Later werd voor reticella een raster van draad gebruikt in plaats van een ondergrond van stof. Beide methodes resulteerden in een karakteristiek geometrisch patroon van vierkanten en cirkels met verschillende gebogen of geschulpte randen.
De boeken met patronen voor reticella, ontworpen door Federico de Vinciolo (Frankrijk, 1587) en Cesare Vecellio (Italië, waarschijnlijk uit de jaren 1590 maar gedrukt in 1617) waren erg geliefd en werden vaak herdrukt.
Reticella ontwikkelde zich verder tot punto in aria (steek in de ruimte).

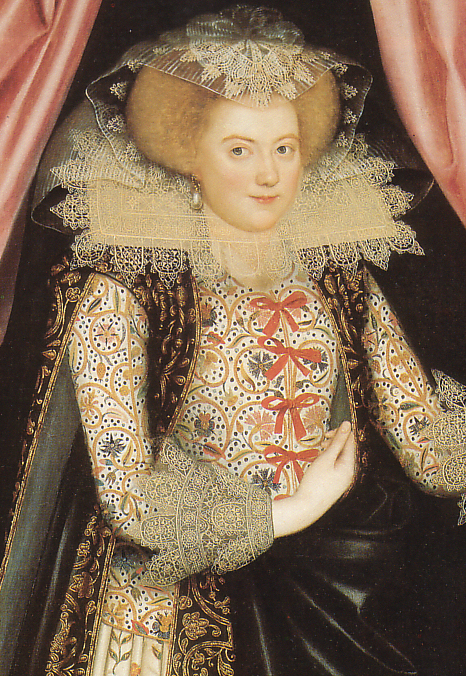
Engelse vrouw met een reticellakanten kraag en manchetten gekleurd met geel stijfsel, circa 1614-1618
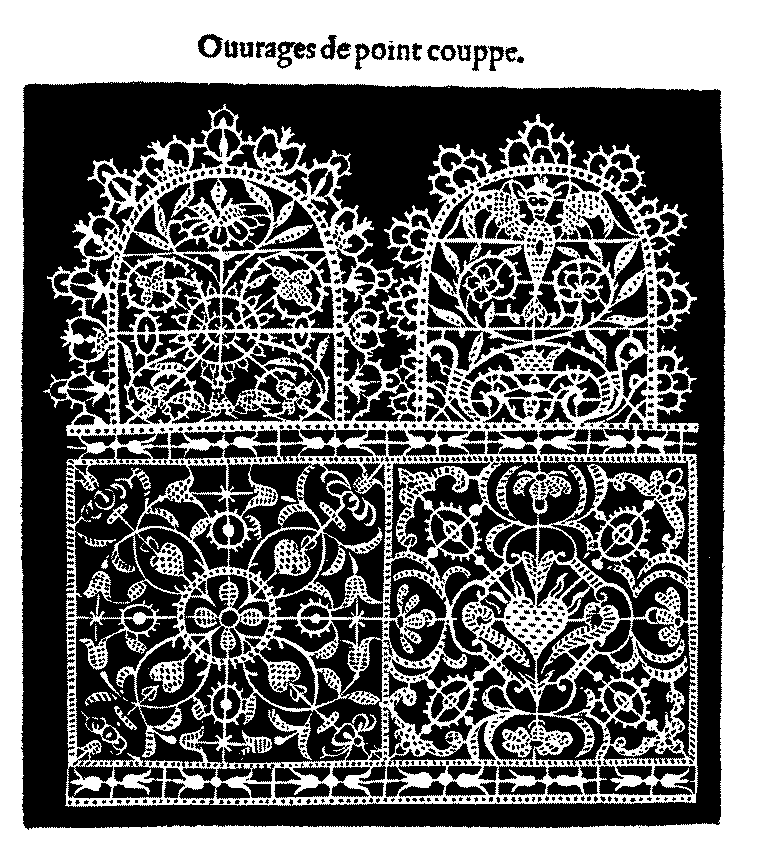
Patroon voor reticella of punt couppe uit Vinciolo's Les Singuliers et Nouveaux Pourtaicts, 1609 herdruk van de uitgave uit 1587